# Брига (Месина)
Брига је насеље у Италији у округу Месина, региону Сицилија.
Према процени из 2011. у насељу је живело 203 становника. Насеље се налази на надморској висини од 95 м.